# Nola
Nola – miejscowość i gmina we Włoszech, w regionie Kampania, w prowincji Neapol. Według danych na rok 2004 gminę zamieszkiwało 32 721 osób.
W miejscowości jest stacja kolejowa Nola.

## Osoby związane z Nolą
- Giordano Bruno – filozof hermetyczny, humanista oraz okultysta
- W Noli zmarli cesarz Oktawian August i Św. Paulin z Noli.

Patronem miasta jest św. Feliks.